# Juliana Perdigão (jornalista)
Juliana Perdigão (Muriaé, 1974) é uma jornalista brasileira que atuou como repórter e apresentadora na TV Globo.

## Carreira
Estudou jornalismo no Centro Universitário de Belo Horizonte e formou-se em 1998. No ano seguinte começou a carreira profissional.
Trabalhou na TV a cabo Canal 15, a primeira TV Comunitária de Belo Horizonte, atuando como produtora, chefe de reportagem, e por fim como editora e apresentadora. Posteriormente participou de coberturas políticas na TV Assembléia.
É doutora em Ciência da Informação pela UFMG e é repórter especial com mais de 20 anos de experiência em TV.

#### TV Globo
Ingressou na TV Globo Minas em 2001 como repórter do MGTV e ao longo da profissão fez diversas coberturas jornalísticas para o Jornal Hoje, Jornal da Globo, Bom Dia Brasil e Fantástico.
Em 2002, passou a integrar o quadro de repórteres do Jornal Nacional. Juliana produziu e apresentou o programa Terra de Minas na TV Globo Minas de 2007 a 2019.
Em 2019, passou a fazer parte do rodízio de apresentadores das duas edições do MGTV, e entre agosto de 2019 e fevereiro de 2020 foi apresentadora eventual das intervenções locais do Bom Dia Brasil. Juliana ficou até julho de 2021, quando deixou a emissora.